# Coupe de France masculine de handball 1990-1991
Navigation
Coupe de France 1989-1990 Coupe de France 1991-1992
La coupe de France masculine de handball 1990-1991 est la 9e édition de la compétition.
Le HB Venissieux 85, qui a réalisé un parcours parfait avec 7 victoires en 7 matchs, remporte son premier titre en disposant en finale de l'US Dunkerque, club du Championnat de France de Nationale 1B.

## Modalités
La compétition est ouverte aux douze clubs de Nationale 1A et aux vingt-quatre clubs de Nationale 1B, soit trente-six clubs :
- Le tour préliminaire oppose 8 clubs de Nationale 1B tirés au sort.
- Les 4 vainqueurs retrouvent en seizièmes de finale les seize clubs de N1B exempts et les douze clubs de N1A. Les clubs de N1A rencontrent forcément un club de N1B qui reçoit alors le match tandis que les rencontres entre clubs de N1B se jouent sur le terrain du club tiré en dernier.
- En huitièmes et quarts de finale, les rencontres sont déterminées par tirage au sort et se disputent en match simple sur le terrain du club premier tiré.
- En demi-finales et en finale, les matchs se disputent en aller et retour.

## Résultats

### Tour préliminaire
Les matchs se sont déroulés les 28 octobre (aller) et 25 novembre (retour), mais les résultats ne sont pas connus.

### Seizièmes de finale
Les matchs se sont déroulés le 13 janvier, mais les résultats ne sont pas connus si ce n'est que le HB Venissieux 85 s'est imposé face à l'Istres Sports.
Le RC Strasbourg est le seul club de N1A éliminé.

### Huitièmes de finale
Les matchs se sont déroulés le 24 février 1991. Le programme était :
- Lille Université Club - SC Sélestat
- Vitrolles SMUC - USM Gagny 93
- US Ivry - Massy Finances 91 (N1B)
- Paris Asnières - US Créteil
- ASCA Wittelsheim (N1B) - HB Venissieux 85[5]
- CSM Livry-Gargan (N1B) - Girondins de Bordeaux HBC
- Stade Messin EC - USAM Nîmes 30
- HBC Carcassonne (N1B) - US Dunkerque (N1B)

Les résultats ne sont pas connus mais le cas échéant, le vainqueur est indiqué en gras.

### Quarts de finale
Les matchs se sont déroulés le 7 avril, mais les résultats ne sont pas connus si ce n'est que le HB Venissieux 85 s'est imposé face au USAM Nîmes 30.

### Demi-finales
Les matchs se sont déroulés les 1er (aller) et 5 mai (retour), mais les résultats des demi-finales ne sont pas connus si ce n'est que le HB Venissieux 85 a remporté ses deux matchs face à l'USM Gagny 93.
| Équipe 1     | Score | Équipe 2           | Aller | Retour |
| ------------ | ----- | ------------------ | ----- | ------ |
| ?            | ? - ? | US Dunkerque (N1B) | ? - ? | ? - ?  |
| USM Gagny 93 | ? - ? | HB Venissieux 85   | ? - ? | ? - ?  |

### Finale
| Équipe 1           | Score   | Équipe 2         | Aller   | Retour  |
| ------------------ | ------- | ---------------- | ------- | ------- |
| US Dunkerque (N1B) | 37 - 49 | HB Venissieux 85 | 16 - 26 | 19 - 23 |

Lors de la finale aller disputée le 21 mai 1991 à Dunkerque devant 3500 spectateurs environ et sous l'arbitrage de MM. Garcia et Moréno, le HB Venissieux 85 s’impose face à l'US Dunkerque 26 à 16 (mi-temps 13-8) :
- US Dunkerque : Sgrazzutti (7, dont 1 pen.), Barthélémy (4, dont 2 pen.), Histre (2, dont 1 pen.), Deheunynck (2), Mabille (1). Entraîneur : Jean-Louis Herbet.
- HB Venissieux 85 : Ouerghemmi (8), Lathoud (5), Munier (5, dont 1 pen.), Julia (4), Monthurel (2), Lepetit (2, dont 1 pen.). Gardien de but : Mirko Bašić. Entraîneur : Sead Hasanefendić.

Lors de la finale retour disputée le 26 mai 1991 à Vénissieux devant 4500 spectateurs environ et sous l’arbitrage de MM. Carie et Lelarge, l'US Dunkerque fait une partie de son retard à la mi-temps avec 5 buts d’avance (12-7), mais le HB Venissieux 85 se reprend au retour des vestiaires pour remporter le match 23 à 19 et ainsi sa première coupe de France : 
- HB Venissieux 85 : Lathoud (6), Munier (5), Monthurel (4), Lepetit (3 pen.), Moualek (2), Julia (2), Ouerghemmi (1 pen.). Gardien de but : Mirko Bašić. Entraîneur : Sead Hasanefendić.
- US Dunkerque : Barthélémy (6), Histre (6, dont 2 pen.), Herbaut (3), Sgrazzutti (2), Deheunynck (2). Entraîneur : Jean-Louis Herbet.

A noter que Dunkerque était privé de deux de ses joueurs majeurs Philippe Debureau et David Néguédé, blessés.